# Tygodnik Żużlowy
Tygodnik Żużlowy – tygodnik ukazujący się w całej Polsce przez cały rok. Wychodzi we wtorki, a między sezonem, czyli od listopada do marca w poniedziałki. Założony został w roku 1990. Ukazuje się od 25 listopada 1990 r.
Dla tej gazety piszą tak szanowani w świecie żużlowym redaktorzy jak: m.in. red. Adam Zając (red. naczelny), red. Bartłomiej Czekański, red. Adam Jaźwiecki, red. Wiesław Dobruszek, red. Miłosz Lippki, red. Rafał Piotrowski, red. Przemysław Szymkowiak, red. Robert Noga. wolny strzelec. Roman Mączkowski.

## Plebiscyt
Co roku odbywa się Plebiscyt Tygodnika Żużlowego. Wyłania on laureatów w takich konstytucjach, jak m.in. X najpopularniejszych żużlowców, 3 najpopularniejszych trenerów, 5 najpopularniejszych obcokrajowców. Jest też laureat negatywny, otrzymuje on tytuł „Dętki roku”. Nikt w 16-letniej historii plebiscytu nie odebrał tej nagrody. Wyniki i nagrody są wręczane przy okazji tradycyjnego Balu Żużlowców.

### Zwycięzcy Plebiscytu
| I      | 1990 | Tomasz Gollob      | Polonia Bydgoszcz     |
| II     | 1991 | Sławomir Drabik    | Włókniarz Częstochowa |
| III    | 1992 | Tomasz Gollob      | Polonia Bydgoszcz     |
| IV     | 1993 | Tomasz Gollob      | Polonia Bydgoszcz     |
| V      | 1994 | Tomasz Gollob      | Polonia Bydgoszcz     |
| VI     | 1995 | Tomasz Gollob      | Polonia Bydgoszcz     |
| VII    | 1996 | Tomasz Gollob      | Polonia Bydgoszcz     |
| VIII   | 1997 | Tomasz Gollob      | Polonia Bydgoszcz     |
| IX     | 1998 | Tomasz Gollob      | Polonia Bydgoszcz     |
| X      | 1999 | Tomasz Gollob      | Polonia Bydgoszcz     |
| XI     | 2000 | Tomasz Gollob      | Polonia Bydgoszcz     |
| XII    | 2001 | Tomasz Gollob      | Polonia Bydgoszcz     |
| XIII   | 2002 | Tomasz Gollob      | Polonia Bydgoszcz     |
| XIV    | 2003 | Tomasz Gollob      | Polonia Bydgoszcz     |
| XV     | 2004 | Tomasz Gollob      | Unia Tarnów           |
| XVI    | 2005 | Tomasz Gollob      | Unia Tarnów           |
| XVII   | 2006 | Tomasz Gollob      | Unia Tarnów           |
| XVIII  | 2007 | Tomasz Gollob      | Unia Tarnów           |
| XIX    | 2008 | Tomasz Gollob      | Stal Gorzów Wlkp.     |
| XX     | 2009 | Tomasz Gollob      | Stal Gorzów Wlkp.     |
| XXI    | 2010 | Tomasz Gollob      | Stal Gorzów Wlkp.     |
| XXII   | 2011 | Jarosław Hampel    | Unia Leszno           |
| XXIII  | 2012 | Tomasz Gollob      | Stal Gorzów Wlkp.     |
| XXIV   | 2013 | Jarosław Hampel    | Falubaz Zielona Góra  |
| XXV    | 2014 | Krzysztof Kasprzak | Stal Gorzów Wlkp.     |
| XXVI   | 2015 | Maciej Janowski    | Sparta Wrocław        |
| XXVII  | 2016 | Bartosz Zmarzlik   | Stal Gorzów Wlkp.     |
| XXVIII | 2017 | Patryk Dudek       | Falubaz Zielona Góra  |
| XXIX   | 2018 | Bartosz Zmarzlik   | Stal Gorzów Wlkp.     |
| XXX    | 2019 | Bartosz Zmarzlik   | Stal Gorzów Wlkp.     |